# Tetrastes
Tetrastes – rodzaj ptaków z podrodziny bażantów (Phasianinae) w rodzinie kurowatych (Phasianidae).

## Zasięg występowania
Rodzaj obejmuje gatunki występujące w Eurazji.

## Morfologia
Długość ciała 33–40 cm; masa ciała samców 279–430 g, samic 270–422 g.

## Systematyka

### Etymologia
Tetrastes: Rodzaj Tetrao Linnaeus, 1758 (głuszec) (por. gr. τετρας tetras „ptak” wspomniany przez Symmachusa, wariant lub błąd gr. τετραξ tetrax, τετραγος tetragos); gr. -αστης -astēs „przedstawiciel”.

### Podział systematyczny
Do rodzaju należą następujące gatunki:
- Tetrastes bonasia (Linnaeus, 1758) – jarząbek zwyczajny
- Tetrastes sewerzowi Przevalski, 1876 – jarząbek chiński